# Clauson-Marshall Racing
Clauson-Marshall Racing é uma equipe norte-americana de automobilismo fundada por Tim Clauson, pai do piloto Bryan Clauson, falecido em 2016. O nome da escuderia é uma homenagem a Bryan, que disputou 3 edições das 500 Milhas de Indianápolis.

## História
Além de participar em provas da USAC Series, inscreveu-se para as 500 Milhas de Indianápolis de 2019 com a britânica Pippa Mann, que pilotou o #39 patrocinado pela Driven2SaveLives. Ela, que largou em 30º, fechou a prova na 16ª posição, à frente dos veteranos Scott Dixon e Hélio Castroneves, que, juntamente com a britânica, foram os últimos pilotos que terminaram a Indy 500 na mesma volta do vencedor, Simon Pagenaud.